# John Farleigh
John Frederick William Charles Farleigh (* 16. Juni 1900 in London; † 30. März 1965) war ein britischer Künstler. Er beschäftigte sich unter anderem mit der Technik des Holzschnitts und publizierte auch ein Buch darüber.

## Leben
John Farleigh beendete seine Schullaufbahn im Alter von 14 Jahren. Er begann seine künstlerische Ausbildung an der Artists’ Illustrators Agency in London sowie an der Bolt Court School. In den letzten Monaten des Ersten Weltkriegs diente er als Soldat. Später vervollständigte er seine Ausbildung an der London County Council Central School of Arts and Crafts (später: Central School of Art and Design), wo er bei Bernard Meninsky und Noel Rooke das Holzschneiden erlernte. Er schuf unter anderem in der Zeit von 1922 bis 1963 Plakate für die London County Council Tramways und für London Transport. Von 1922 bis 1925 unterrichtete Farleigh an der Rugby School, ehe er nach London zurückkehrte, um an der Central School of Arts and Crafts zu unterrichten. Sein Unterrichtsschwerpunkt lag zunächst auf dem Zeichnen, später speziell auf dem Gebiet der Illustration. Er leitete die Abteilung für Buchherstellung. Ab 1937 war er Associate der Royals Society of Painter-Printmakers. Reguläres Mitglied dieser Gesellschaft wurde er 1948. Ferner gehörte er zu den Gründern und Leitern des Crafts Centre of Great Britain.

## Werke
John Farleigh illustrierte unter anderem George Bernard Shaws Werk The Adventures of the Black Girl in Her Search for God und The Man Who Died von D. H. Lawrence. 1925 wurden die Selected Essays by The Reverend Jonathan Swift mit Illustrationen Farleighs publiziert. Die Shakespeare Head Press veröffentlichte in den 1920er Jahren ebenfalls Holzschnitte Farleighs. 1939 oder 1940 erschien sein Buch The Graven Image. 1941 erhielt er vom British Council den Auftrag, die Titelseite für den Katalog der Exhibition of Modern British Crafts zu gestalten. Die Vielfalt seiner Werke wurde mit den Worten „[...] he was also a deep-thinking artist who constantly experimented to produce works in a variety of styles that showed his fluid and brilliant use of line“ gewürdigt.

## Nachwirkung
Werke Farleighs wurden unter anderem in der Leicester Gallery, der Manchester City Art Gallery, der Royal Society of Painter-Etchers and Engravers, in der Royal Scottish Academy und der Cooling and Sons Gallery gezeigt.
Sein Werk Engraving on Wood erschien bei Dryad Press in Leicester.
Zu seinen Schülerinnen gehörten Peggy Fortnum, Monica Poole und Judith Kerr. Letztere berichtet in Judith Kerr's Creatures von Farleighs Liebschaften mit verschiedenen Schülerinnen. Er ging als „John Cotmore“ in ihren autobiographischen Roman Warten bis der Frieden kommt ein.
Die National Portrait Gallery in London besitzt ein Porträt Farleighs von Karl Pollak aus dem Jahr 1948. Ein Teil seines Nachlasses befindet sich in der Sir Kenneth Green Library der Manchester Metropolitan University.

## Publikationen
- Engraving in Wood, Dryad Press, Leicester o. J. (Digitalisat)
- The Graven Image, London (Macmillan), 1939 oder 1940
- It Never Dies, London (The Sylvan Press) 1946